# Dyckesville
Dyckesville är en census-designated place i Brown County, och Kewaunee County, i Wisconsin i USA. Vid 2010 års folkräkning hade Dyckesville 538 invånare.